# 留壩県
留壩県（りゅうは-けん）は中華人民共和国陝西省漢中市に位置する県。

## 行政区画
- 街道:紫柏街道
- 鎮:馬道鎮、武関駅鎮、留侯鎮、江口鎮、玉皇廟鎮、火焼店鎮、青橋駅鎮